# واردجو
واردجو (بالألمانية: Warden) هي قرية في بلدية بسكوبي الإدارية، داخل مقاطعة ناوميستو، في محافظة فارميا-مازوريا الواقعة شمال بولندا.